# Shigeru Tsuyuguchi
Shigeru Tsuyuguchi (露口 茂?, Tsuyuguchi Shigeru; Tokyo, 8 aprile 1932) è un attore giapponese.

## Biografia
È nato a Tokyo, in Giappone, il  1932. Debuttò come attore nel 1959 in Tôboshâ. Venne alla ribalta nel ruolo del ladro in Desiderio d'omicidio di Shōhei Imamura.
Tsuyuguchi ha ricevuto un premio di bronzo bianco come miglior attore nei film Yojôhan monogatari: Shôfu Shino e Onna no mizūmi nel 1966.
È famoso per i suoi ruoli in Desiderio d'omicidio e nel dramma televisivo Taiyô ni hoero!.

## Filmografia parziale

### Cinema
- Atomic no obon, onna oyabuntaiketsu no maki, regia di Kōzō Saeki (1961)
- Onna no mizūmi, regia di Yoshishige Yoshida (1966)
- Cronache entomologiche del Giappone (Nippon konchûki), regia di Shôhei Imamura (1963)
- Desiderio d'omicidio (Akai satsui), regia di Shôhei Imamura (1964)
- Cronache delle imprese dei ninja (Ninja bugei-chô), regia di Nagisa Ôshima (1967) - voce
- Evaporazione dell'uomo (Ningen jôhatsu), regia di Shôhei Imamura (1967)
- Lone Wolf and Cub: Sword of Vengeance (Kozure Ōkami: Kowokashi udekashi tsukamatsuru), regia di Kenji Misumi (1972)
- Eijanaika, regia di Shôhei Imamura (1981)
- Fireflies in the North, regia di Hideo Gosha (1984)
- I sospiri del mio cuore (Mimi wo sumaseba), regia di Yoshifumi Kondô (1995) - voce

### Televisione
- Ohanahan (1966)
- Taiyô ni hoero! – serie TV, 691 episodi (1972~1986)
- Amigasa Jûbei  - serie TV, 26 episodi (1974)
- Kaze to kumo to niji to - serie TV, 52 episodi (1976)
- Ashura no gotoku paato II – serie TV, 4 episodi (1980)
- Fubo no gosan (1981) - serie TV, 13 episodi
- Byakkotai (1986)
- Onihei hankachô (1989)